# Dziubałkowate

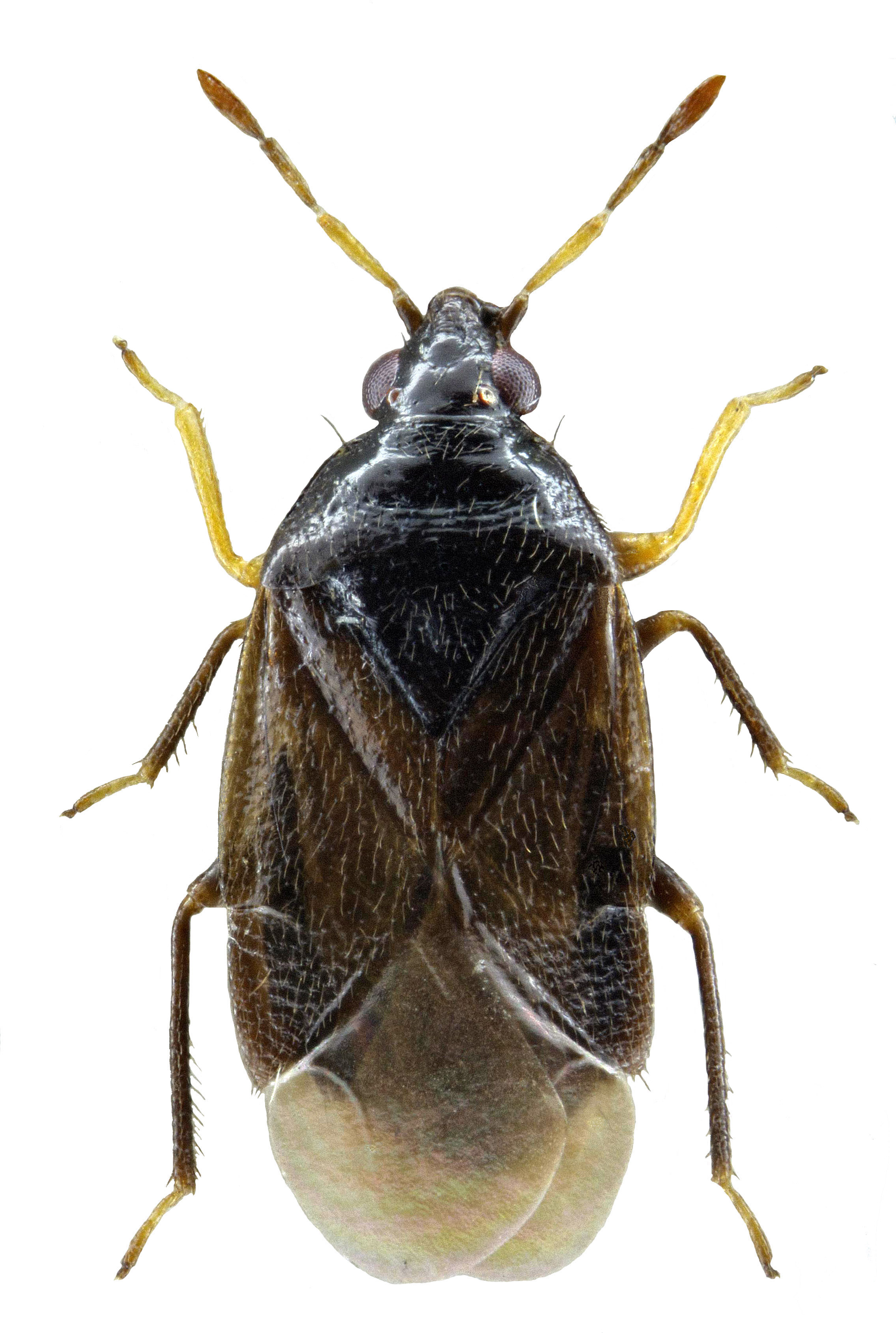
Orius niger

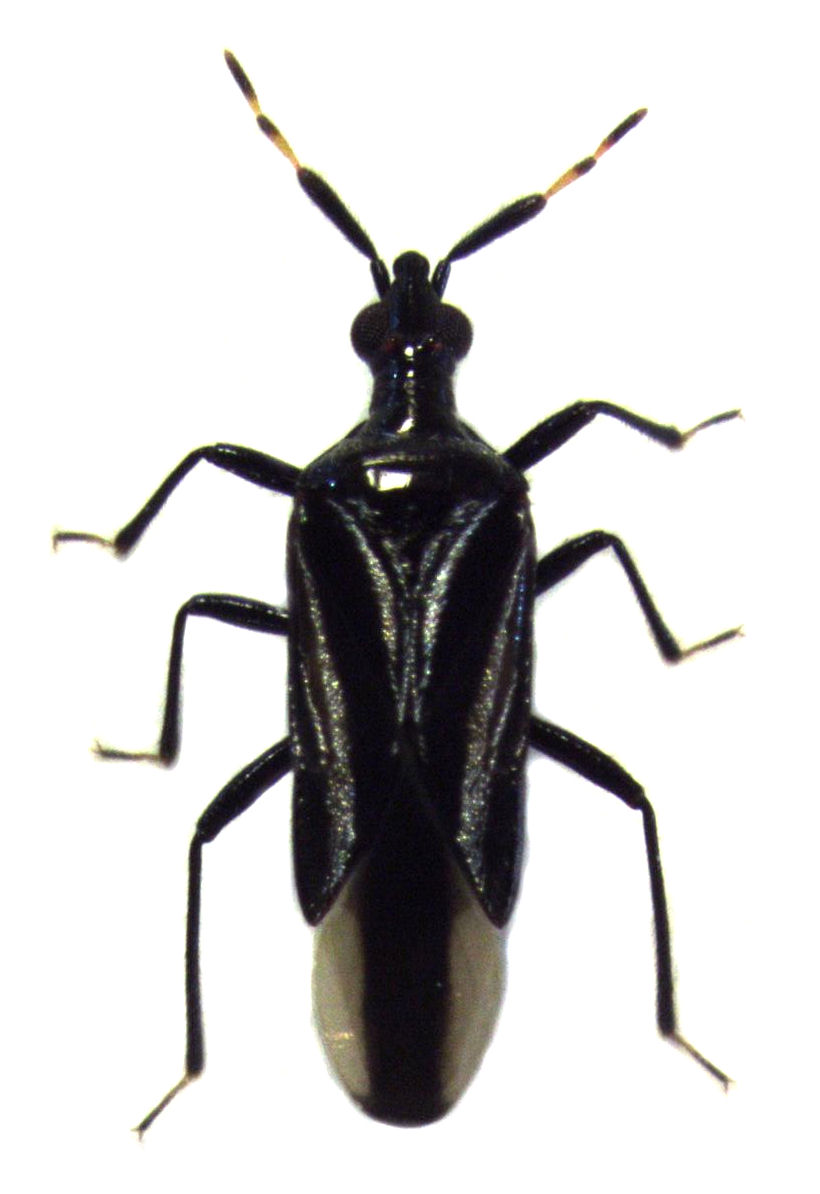
Macrotrachelia nigronitens

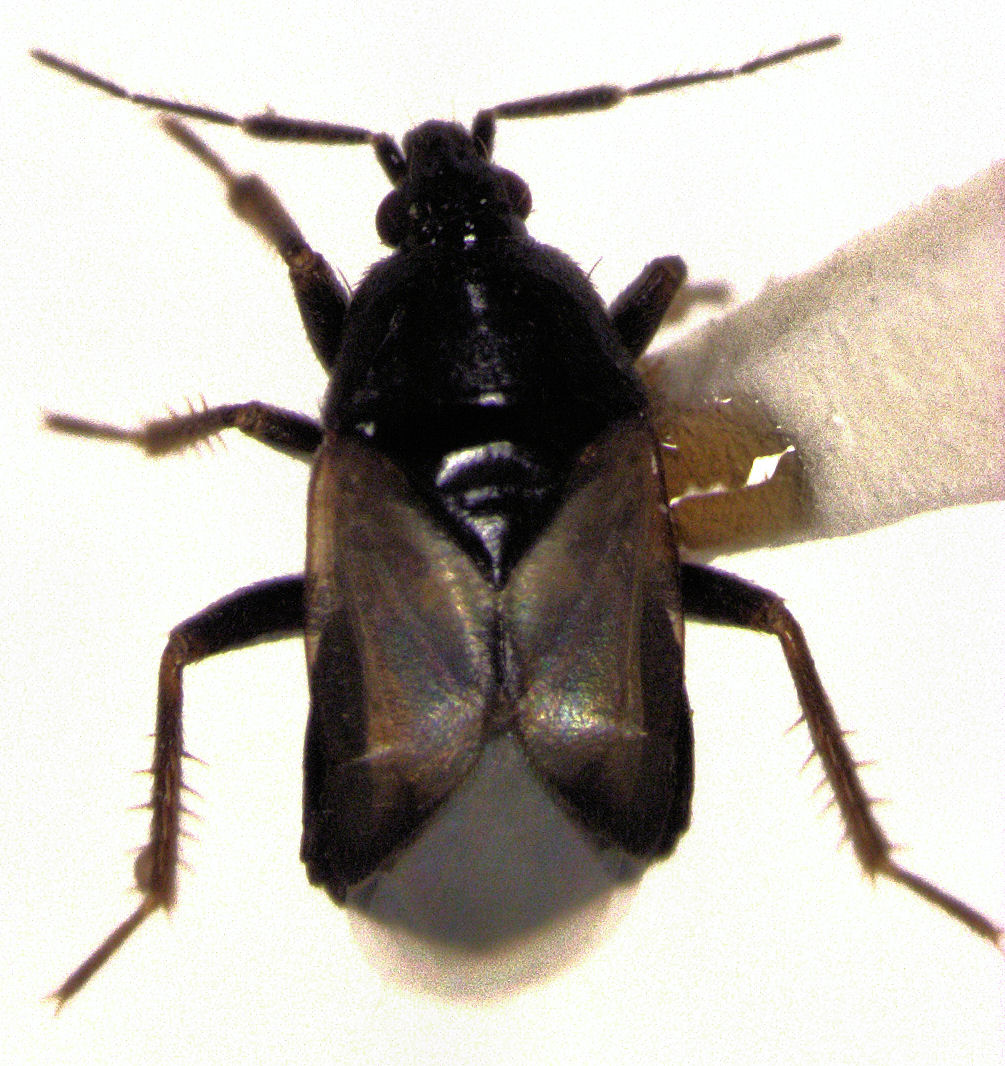
Xylocoris galactinus

Dziubałkowate (Anthocoridae) – rodzina niewielkich owadów z podrzędu pluskwiaków różnoskrzydłych. Liczy około 500–600 gatunków (w zależności od ujęcia) zgrupowanych w 80–100 rodzajach, z czego w Polsce występuje ok. 40 gatunków (zobacz dziubałkowate Polski). Rodzajem typowym rodziny jest Anthocoris.
W zapisie kopalnym znane są od aptu w kredzie.

## Morfologia
Pluskwiaki te mają ciało długości od 1,4 do 4,5 lub 5 mm, zwykle o kształcie owalnym lub bliskim owalnego, ale u form podkorowych silnie spłaszczone i wydłużone. W ubarwieniu przeważają zazwyczaj barwy brązowe i szare. Aparat gębowy ma prostą kłujkę o pierwszym członie krótkim lub uwstecznionym, a członie trzecim zwykle najdłuższym. Czułki cechują się obecnością krótkiego prepedicellitu, a niekiedy wyraźnie wrzecionowatym kształem członów trzeciego i czwartego. Półpokrywy mają wyraźne załamanie kostalne, a na zakrywce widoczne są zwykle cztery żyłki. Przednia para odnóży zwykle ma na goleniach fossula spongiosa, które mogą być jednak uwstecznione lub całkiem zanikać. Zatułów ma gruczoły zapachowe z pojedynczym zbiorniczkiem, uchodzące pojedynczymi otworami w rowkach na metapleurach. Ich ewaporatorium może być różnie ukształtowane. Odwłok pozbawiony jest przetchlinek na pierwszym segmencie, a leżące na jego spodzie laterotergity scalone są ze sternitami. U larw ujścia odwłokowych gruczołów zapachowych leżą przy przednich krawędziach tergitów od czwartego do szóstego. Samice mogą mieć pokładełko normalnie wykształcone i o powykrawanych brzegach lub zredukowane; brak u nich spermateki. Samce mają jądra zbudowane z 2 lub rzadziej 7 płatów, a ich genitalia są asymetryczne: prawa paramera jest silnie uwsteczniona lub zanika zupełnie, natomiast lewa jest sierpowata i wyposażona w rowek, w którym leży edeagus, i w ten sposób służąca za właściwy narząd kopulacyjny.

## Biologia i ekologia
Żyją na kwiatach i liściach, pod korą lub w ściółce. Większość gatunków jest drapieżna i żywi się małymi owadami takimi jak mszyce, niektóre są pasożytami zewnętrznymi i żywią się krwią. Jedynie kilka gatunków z rodzaju Orius żywi się sokami roślin. Większość z nich ma znaczenie gospodarcze jako biologiczni wrogowie szkodników roślin. Niektóre gatunki z tego powodu były introdukowane w różnych regionach kuli ziemskiej.

### Rozród
Wprowadzenie plemników do ciała samicy często ma u dziubałkowatych charakter urazowy. Samiec przebija jej ścianę odwłoka za pomocą zmodyfikowanej paramery i wstrzykuje nasienie do jamy ciała (hemocelu). Taki uszkadzający ścianę ciała sposób zaplemnienia określa się jako zaplemnienie hemoceliczne i występuje ono również u niektórych pokrewnych rodzin należących do Cimicoidea: Polyctenidae, Lyctocoridae i pluskwowatych. Pojawiający się tu konflikt płci (antagonizm seksualny) doprowadził do wyewoluowania u samic części gatunków struktur anatomicznych, ograniczających jego negatywne skutki. Są to spermaledges lub rurki kopulacyjne (ang. copulatory tubes). Mają one postać otworu, otoczonego nabrzmiałym oskórkiem, który nakierowuje narząd samca. U Scolopini, Blaptostethini, Oriini i Anthocorini nasienie przechowywane jest w ciele samicy w kieszonkach analogicznych z konceptakulami (ang. seminal conceptacles) innych Cimicoidea, ale powstałymi z modyfikacji przedniej ściany pochwy.
U gatunku Xylocoris maculipennis zaobserwowano homoseksualne gwałty u samców. W tym przypadku wstrzyknięta przez uszkodzenie ściany odwłoka sperma jest w większości „trawiona” i pozyskane z niej substancje służą odżywieniu samca. Zaobserwowano także, że nasienie gwałciciela migruje w kierunku jąder zaplemnionego samca. Przyczyniło się to do wysnucia hipotezy, że zgwałcony samiec podczas wytrysku do ciała samicy przekazuje obok swoich plemników, także te należące do gwałciciela.

## Systematyka
W niektórych ujęciach systematycznych podrodziny Lasiochilinae i Lyctocorinae są podnoszone do rangi oddzielnych rodzin. Systematyka tych owadów jest jednak wciąż dyskusyjna, a bliskie pokrewieństwo w ramach tych taksonów niewątpliwe. Poniżej znajduje się uproszczony podział systematyczny:
Rodzina: Dziubałkowate (Anthocoridae)
- Podrodzina: Anthocorinae
  - Plemię: Almeidini
    - Rodzaj: Almeida (Distant, )

  - Plemię: Anthocorini
    - Rodzaj: Acompocoris (Reuter, 1875)
    - Rodzaj: Anthocoris (Fallen, 1814)
    - Rodzaj: Coccivora (Mcatee et Malloch, 1925)
    - Rodzaj: Elatophilus (Reuter, 1884)
    - Rodzaj: Macrotrachelia (Champion, 1955)
    - Rodzaj: Melanocoris (Champion, 1900)
    - Rodzaj: Temnostethus (Fieber, 1860)
    - Rodzaj: Tetraphleps (Fieber, 1860)

  - Plemię: Blaptostethini
    - Rodzaj: Blaptostethus (Fieber, 1860)

  - Plemię: Dufouriellini
    - Rodzaj: Alofa (Herring, 1976)
    - Rodzaj: Amphiareus (Distant, 1904)
    - Rodzaj: Brachysteles (Mulsant & Rey, 1852)
    - Rodzaj: Buchananiella (Reuter, 1884)
    - Rodzaj: Cardiastethus (Fieber, 1860)
    - Rodzaj: Dasypterus
    - Rodzaj: Dolostethus
    - Rodzaj: Dufouriellus (Kirkaldy, 1906)
    - Rodzaj: Dysepicritus (Reuter, 1884)
    - Rodzaj: Indocoris
    - Rodzaj: Pehuencoris (Carpintero & Dellapé, 2006)
    - Rodzaj: Physopleurella (Reuter, 1884)
    - Rodzaj: Rajburicoris
    - Rodzaj: Shujaocoris
    - Rodzaj: Tiare
    - Rodzaj: Xylocoridea (Reuter, 1876)
    - Rodzaj: Xyloecocoris (Reuter, 1879)
    - Rodzaj: †Xyloesteles

  - Plemię: Oriini
    - Rodzaj: Bilia (Distant, 1904)
    - Rodzaj: Macrotracheliella (Champion, )
    - Rodzaj: Montandoniola (Poppius, 1909)
    - Rodzaj: Orius (Wolff, 1811)
    - Rodzaj: Paratriphleps (Champion, 1900)
    - Rodzaj: Wollastoniella (Reuter, )

  - Plemię: Scolopini
  - Podplemię: Calliodina
    - Rodzaj: Calliodis (Reuter, 1871)
    - Rodzaj: Eulasiocolpus
    - Rodzaj: Lilia (White, 1879)
    - Rodzaj: Lepidonannella
    - Rodzaj: Nidicola (Harris et Drake, 1941)
    - Rodzaj: Opisthypselus
    - Rodzaj: Solenonotus (Reuter, 1871)

  - Podplemię: Scolopina
    - Rodzaj: Maoricoris
    - Rodzaj: Scolopa
    - Rodzaj: Scolopella
    - Rodzaj: Scolopocoris
    - Rodzaj: Scolopoides
    - Rodzaj: Scoloposcelis (Fieber, 1864)
    - Rodzaj: Solenonotus (Reuter, 1871)

  - Plemię: Xylocorini
    - Rodzaj: Xylocoris (Dufour, 1831)
- Podrodzina: Lasiochilinae
  -     - Rodzaj: Lasiochilus (Reuter, 1871)
    - Rodzaj: Plochiocoris (Champion, 1900)
- Podrodzina: Lyctocorinae
  -     - Rodzaj: Lyctocoris (Hahn, 1836)